# Ancienne église Saint-Pierre de Mérens
L'ancienne église Saint-Pierre de Mérens est une église romane du Xe siècle située en France à Mérens-d'en-Haut, sur la commune de Mérens-les-Vals, dans le département de l'Ariège, en région Occitanie. La nef est en l'état de ruines cristallisées.

## Description
C’est une église romane de taille modeste avec une simple nef à plan tréfilé. Elle est dotée d'un haut clocher carré de style catalan - andorran à trois niveaux avec trois doubles baies sur chaque face.

## Localisation
Elle se situe à 1153 m d'altitude, à Mérens-d'en-Haut, contournée par la route de Vives (RD 332), au-dessus du ruisseau du Nabre. Le GR10 passe à cet endroit entre le village et le col de la Coume d'Agnel. 

## Historique
Elle est donnée par les seigneurs locaux en 994 à l'abbaye Sainte-Marie de Lagrasse, donation confirmée en 1118 par le pape Gélase II. L'église date donc du Xe siècle mais le clocher pourrait être du XIe siècle.
Elle dépendra ensuite de l'abbaye Saint-Volusien de Foix, situation confirmée en 1224 par Honorius III.
L'église et le village furent incendiés en octobre 1811 par les Miquelets du général Villamil pénétrant en territoire français durant la guerre d'indépendance espagnole.
Elle fait l'objet d'un classement au titre des monuments historiques par arrêté du 26 septembre 1969.

## Galerie

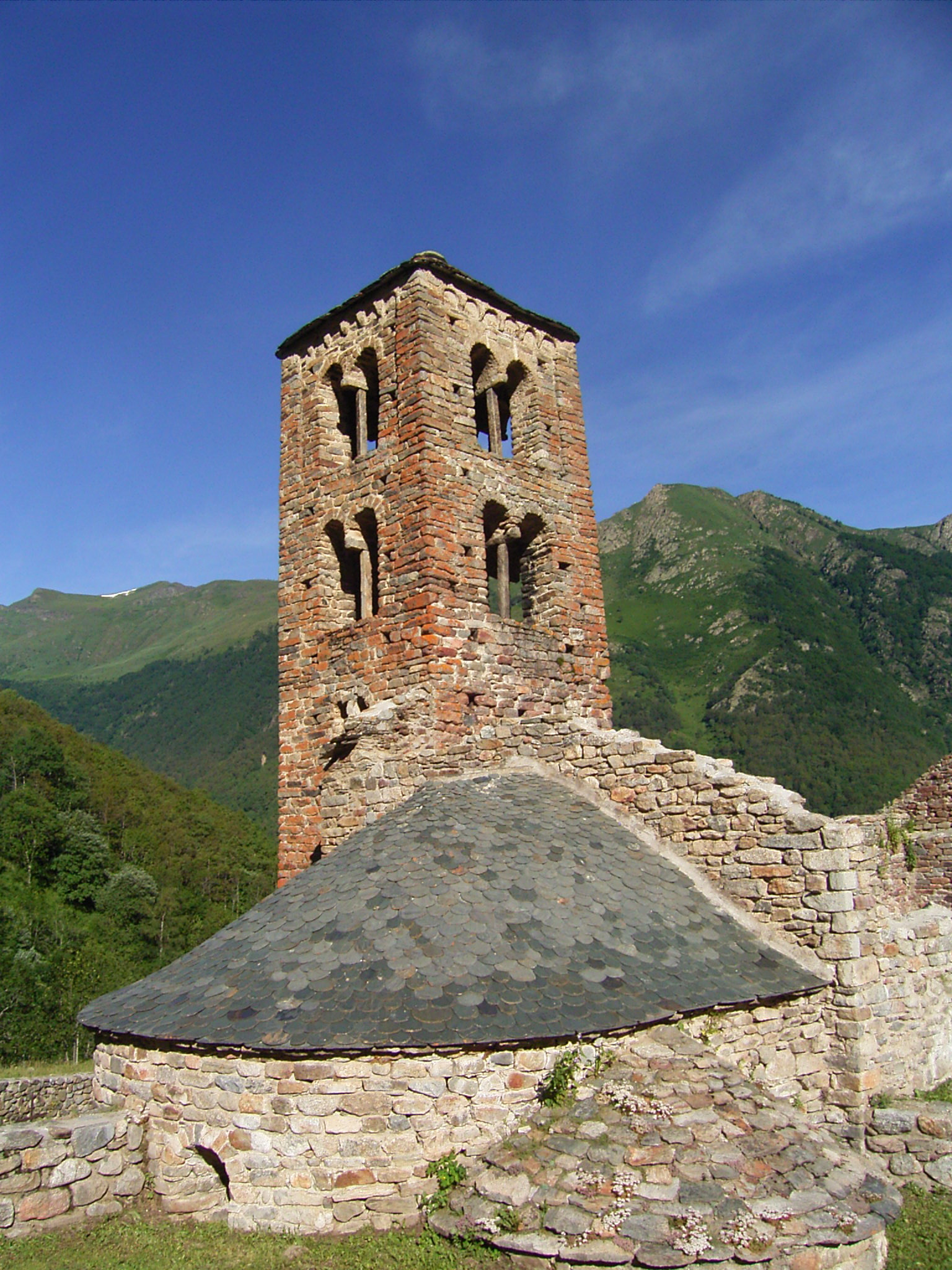
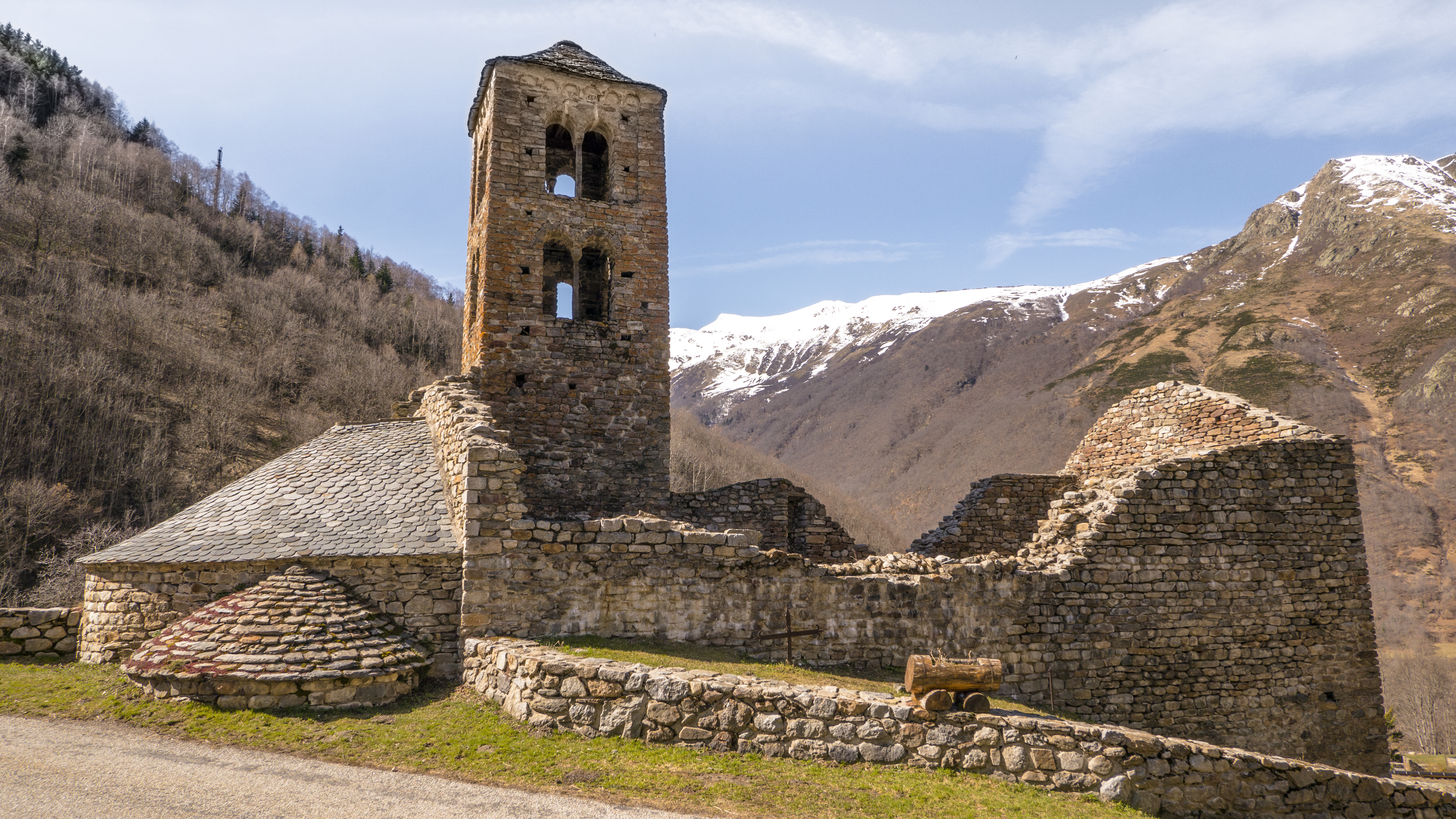
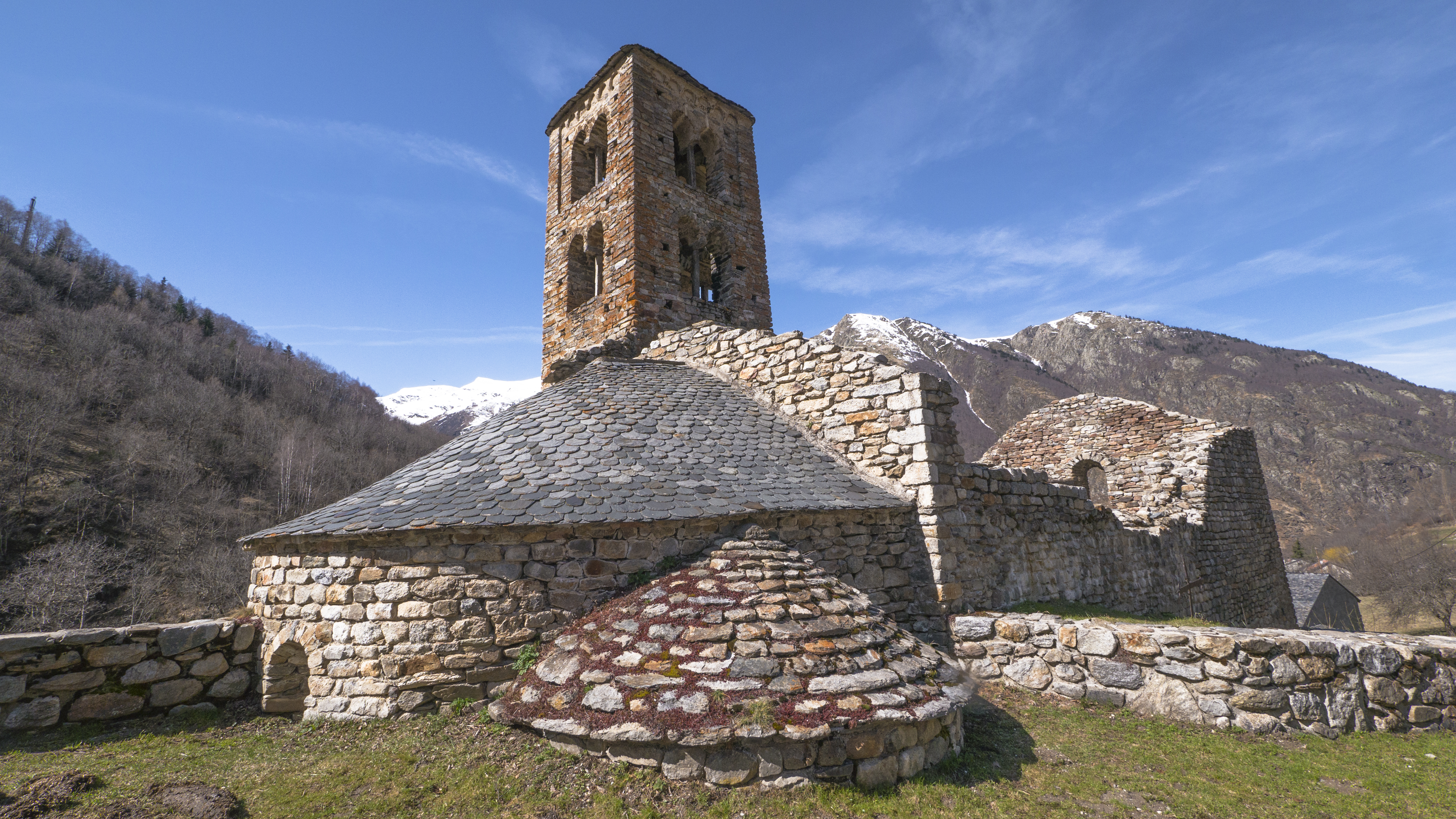
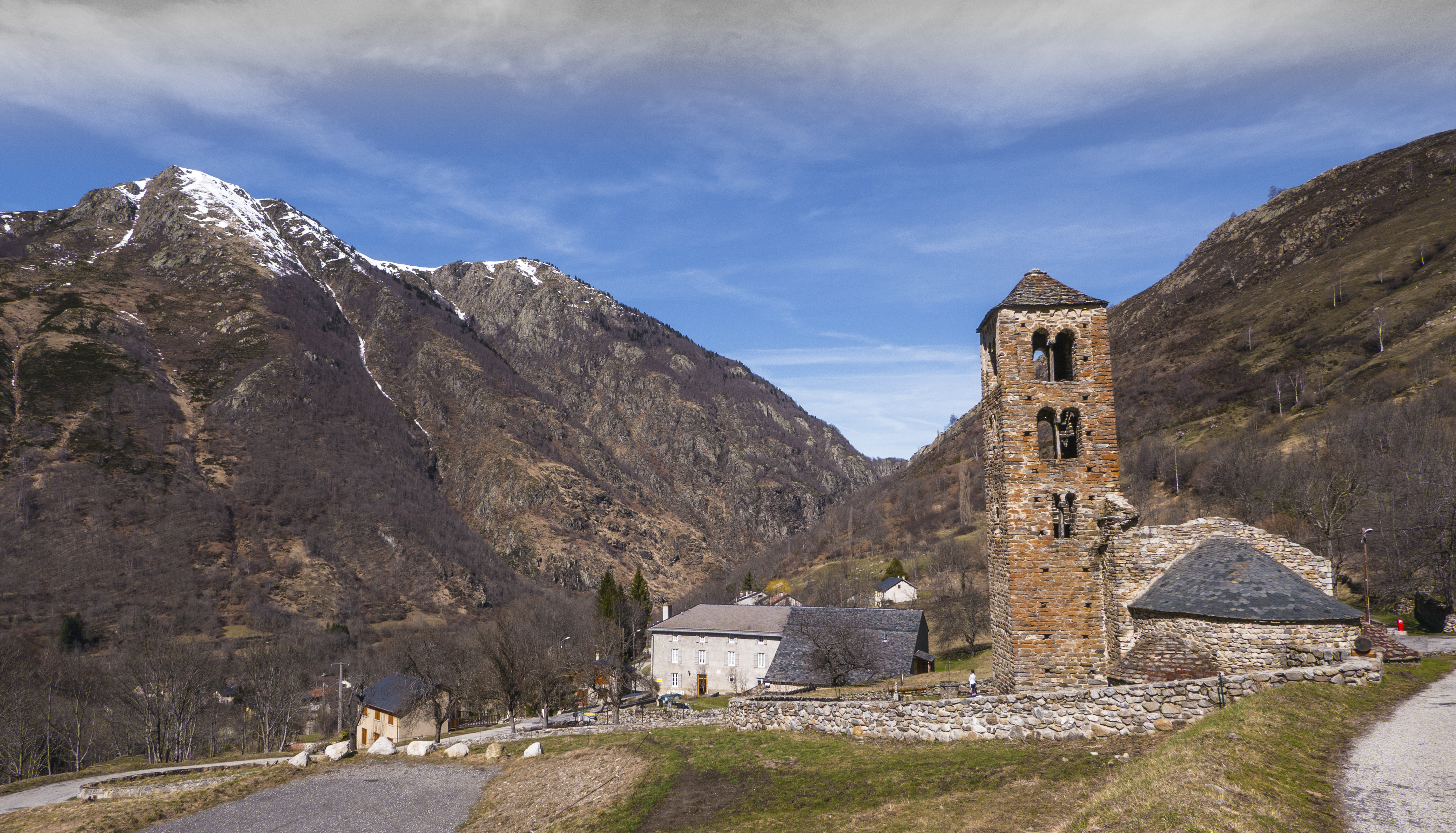
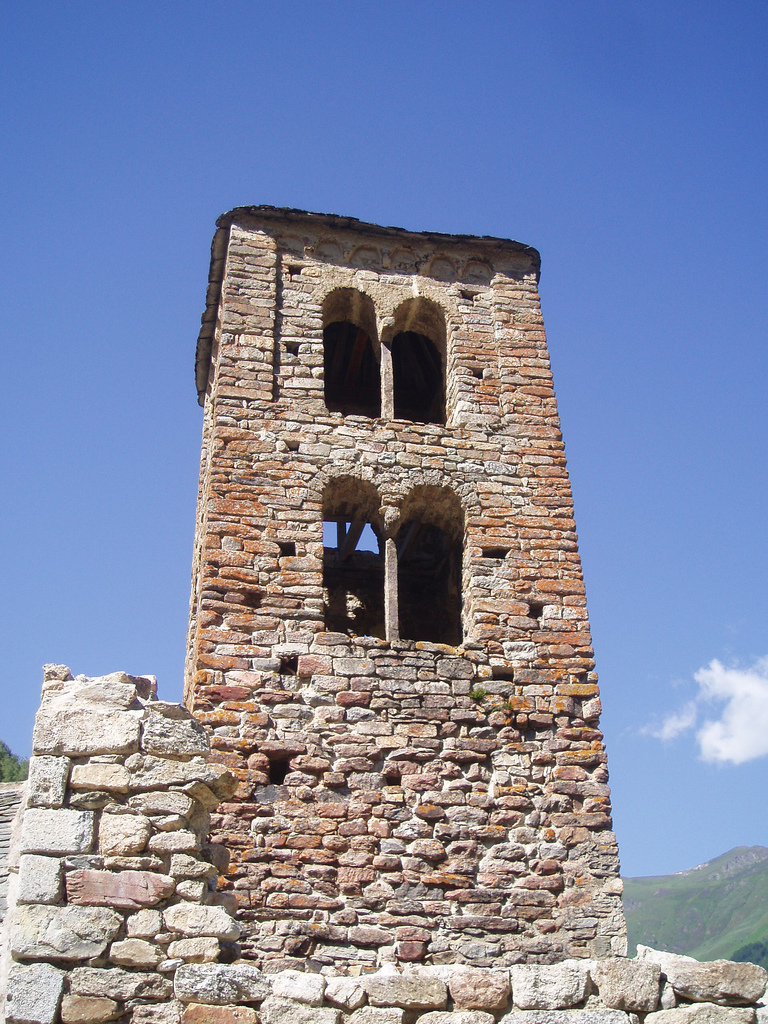
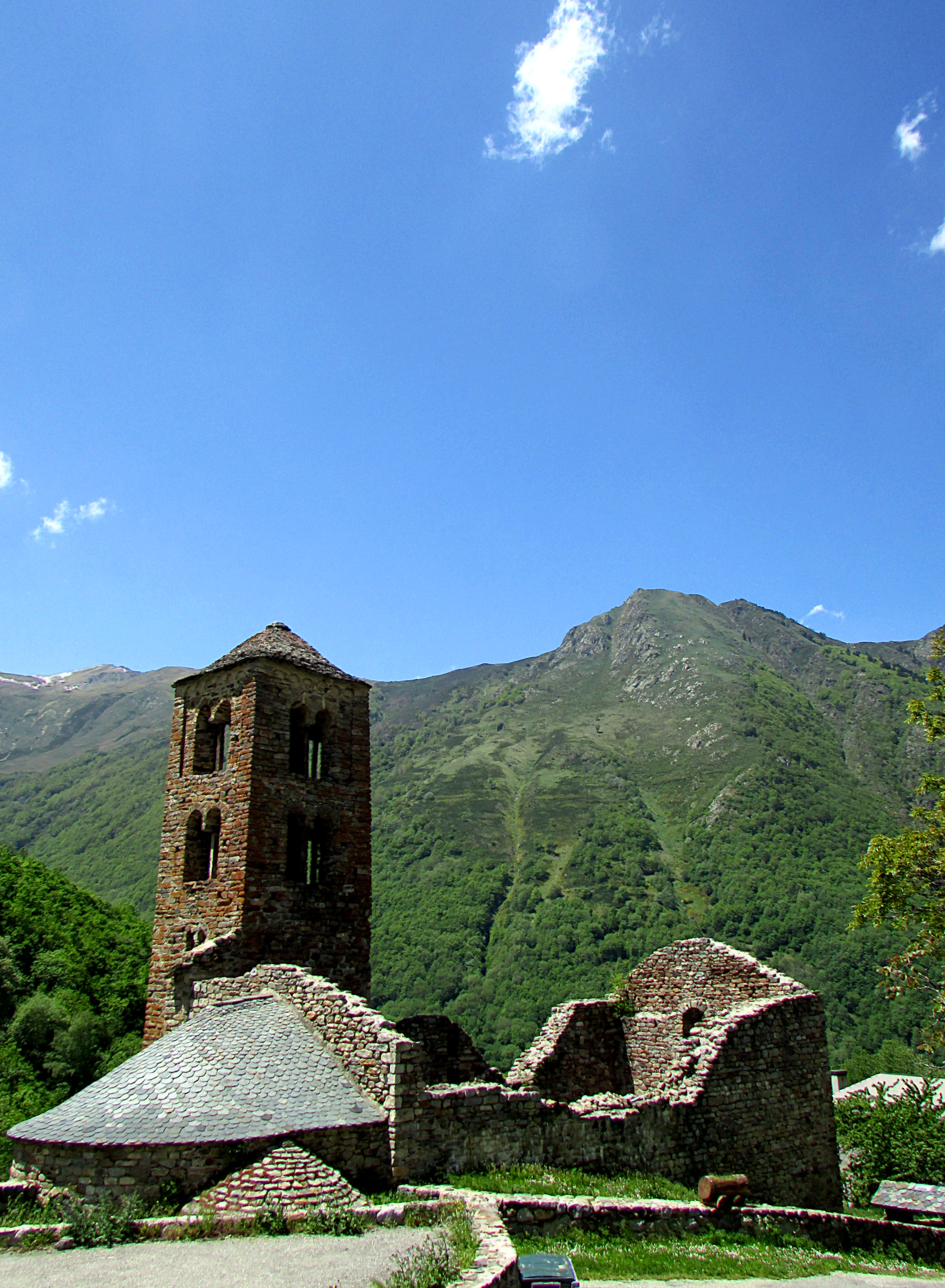
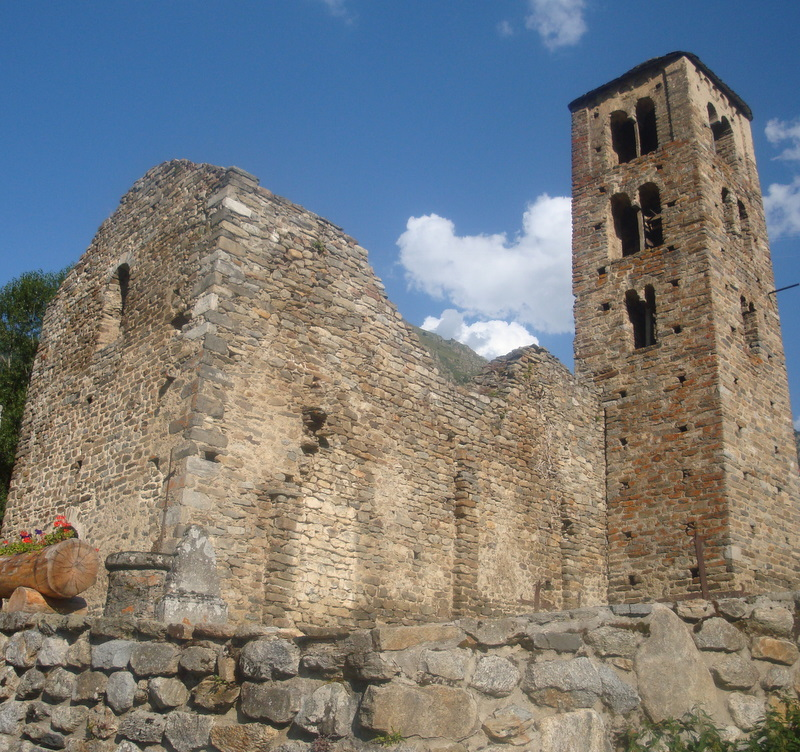

## Valorisation du patrimoine
L'église a obtenu le premier prix de la Fondation Suza du patrimoine en 2002. Par deux fois dans les années 2000, les travaux de sauvegarde engagés ont été consacrés par les Rubans du patrimoine.